# Pseudanostirus
Pseudanostirus — род щелкунов из подсемейства Dendrometrinae.

## Описание
Щелкуны средних размеров. Тело плоское, удлинённое, одноцветное или двухцветное. Лобный киль разбит на два надусиковых киля. Усики у самки и самца пиловидные начиная с четвёртого сегмента. Передний край воротничка переднегруди округлённый и находится на одном уровне с передними углами проплевр. Задний край проплевр с едва намеченной выемкой. Бедренные покрышки задних тазиков сужаются по направлению наружу довольно сильно и более или менее неравномерно.

## Экология
Встретить жуков можно в лесах. Проволочники — хищники, живут в лесной почве и в подстилке.

## Систематика
В составе рода:
- вид: Pseudanostius amurensis Jagemann
- вид: Pseudanostius dilatatus Miwa
- вид: Pseudanostius ecarinatus Stephans
- вид: Pseudanostius pippingskioeldi Mnnh.
- вид: Pseudanostius propolus (LeConte)